# Cop d'estat de Primo de Rivera
El cop d'estat de Primo de Rivera va tenir lloc a Espanya entre el 13 i el 15 de setembre de 1923 i va estar encapçalat pel llavors Capità General de Catalunya Miguel Primo de Rivera. Va tenir com a conseqüència la instauració de la dictadura gràcies sobretot al fet que el rei Alfons XIII no es va oposar al cop i va nomenar el general revoltat cap del Govern al capdavant d'un Directori militar.

## La conspiració

### Barcelona

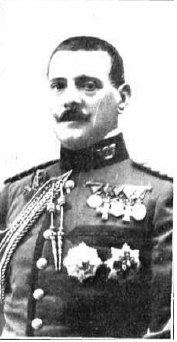
Martínez Anido, governador civil de Barcelona destituït per benevolència cap al pistolerisme

El 14 de març de 1922 el general Primo de Rivera va ser nomenat capità general de Catalunya, decisió que va ser ben acollida per la burgesia catalana a causa de la fama que li precedia de ser un defensor de l'«ordre». Segons va explicar més tard el mateix Primo de Rivera, va ser durant la seva destinació com a capità general de València el 1920 quan el va «aterrir» el radicalisme de la classe obrera («de caràcter comunista revolucionari») i va prendre consciència de «la necessitat d'intervenir en la política espanyola per procediments diferents dels habituals». Una de les primeres mostres de la seva política d'ordre va ser el suport que va prestar a les protestes de les organitzacions patronals catalanes a causa de la decisió del govern de José Sánchez Guerra de destituir l'octubre de 1922 al governador civil de Barcelona, el general Severiano Martínez Anido, que s'havia distingit per la seva benevolència cap al pistolerisme patronal i per l'aplicació de mesures brutals per intentar acabar amb el conflicte obrer i la violència anarcosindicalista que venia assolant Barcelona i la seva àrea industrial des de l'esclat de la Vaga de la Canadenca de 1919.

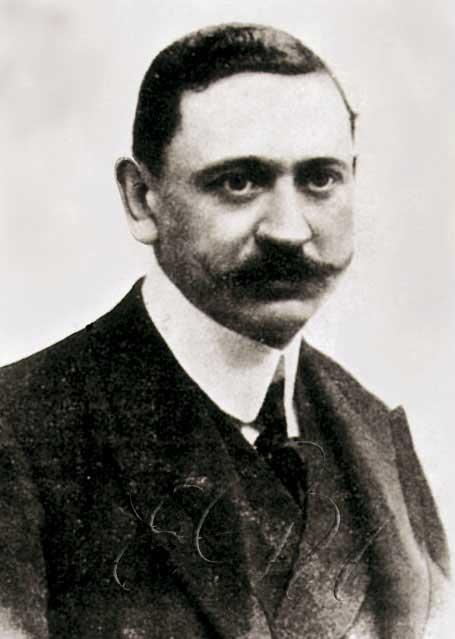
Manuel García Prieto, president del govern des de desembre de 1922

La percepció de la patronal catalana del Foment del Treball Nacional que la destitució de Martínez Anido havia estat un error es va veure confirmada per l'increment del pistolerisme anarquista que es va produir en els primers mesos de 1923 —d'un centenar d'atemptats el 1922 es va passar a vuit-cents de gener a setembre de 1923; i a Barcelona va haver-hi 34 morts i 76 ferits, la majoria d'ells durant la vaga del transport de maig-juny— i que es va veure acompanyat per una revitalització de la conflictivitat obrera. Primo de Rivera va saber respondre a aquestes inquietuds amb la seva defensa de la «llei i l'ordre» enfront de la «feblesa» del nou govern de Manuel García Prieto, que havia substituït al de Sánchez Guerra a principis de desembre de 1922, que va ser «denunciada» per la premsa conservadora barcelonina, inclosa La Veu de Catalunya, l'òrgan de la Lliga Regionalista de Francesc Cambó.
La popularitat de Primo de Rivera entre les classes altes i les classes mitjanes catalanes va aconseguir el seu zenit amb motiu de la seva intervenció en defensa de «la llei i l'ordre» durant la vaga general del transport de Barcelona de maig i juny de 1923 que havia començat a causa de la negativa de la patronal de respectar la festa de l'u de maig i que Primo de Rivera va qualificar de «clarament revolucionària». L'alineament de la burgesia catalana amb Primo de Rivera enfront del governador civil Francisco Barber es va poder comprovar el 6 de juny durant l'enterrament del sotscaporal del Sometent José Franquesa, assassinat poques hores abans, quan Primo de Rivera va ser aclamat com el «salvador de Catalunya» mentre que el governador civil era insultat com a «representant de l'Únic». Més tard, recordant aquells esdeveniments, Primo de Rivera va escriure:
| « | Què dir de l'estat d'ànim de tots, que solament en mi tenien posada la seva confiança, i m'incitaven al fet que fes alguna cosa, al fet que procedís com fos, però de manera que lliurés a Catalunya de l'hecatombe que l'amenaçava de manera tan evident? | » |

Aquell mes de juny Primo de Rivera, juntament amb el governador civil de Barcelona, va ser cridat a Madrid pel president del govern García Prieto per advertir-li que deixés de soscavar la seva política a Catalunya. Primo de Rivera va respondre exigint plens poders per a la declaració de la llei marcial i posar fi així a la vaga del transport, al terrorisme i a les manifestacions «separatistes». En un gest que va voler ser salomònic, García Prieto va pensar destituir a tots dos representants del poder estatal [al governador civil i a Primo de Rivera], però el rei es va negar a signar el decret de cessament del capità general. Primo de Rivera va ser acollit triomfant a la seva tornada a Barcelona [el 23 de juny], i va eludir la negativa del Govern a declarar l'estat de guerra ordenant la clausura de Solidaritat Obrera i la detenció d'Ángel Pestanya i altres dirigents cenetistes moderats. L'historiador Shlomo Ben Ami considera que "el fracàs de la missió de Primo de Rivera a Madrid significava que no hi havia cap mitjà, excepte el seu enderrocament per la força, d'apartar al govern constitucional de la seva política de conciliació de classes a Catalunya".
Juntament amb la «política d'ordre» l'altre element que va segellar l'aliança de Primo de Rivera i l'alta burgesia catalana va ser la promesa de protegir la seva indústria amb l'elevació dels aranzels a les importacions, precisament la política contrària que estava aplicant el govern de García Prieto, qui havia negociat amb països com Gran Bretanya, França, Alemanya o els Estats Units la rebaixa dels aranzels que havien de pagar els seus productes per a entrar al mercat espanyol, amb la finalitat de reduir els preus interiors i afavorir les exportacions, especialment les agrícoles. Una política que havia aixecat agres protestes per part de la Cambra de Comerç i Indústria de Catalunya. Poc després de donar el cop, Primo de Rivera va declarar que les rebaixes aranzelàries acordades pel govern de García Prieto havien constituït una decisió «criminal».

### Madrid

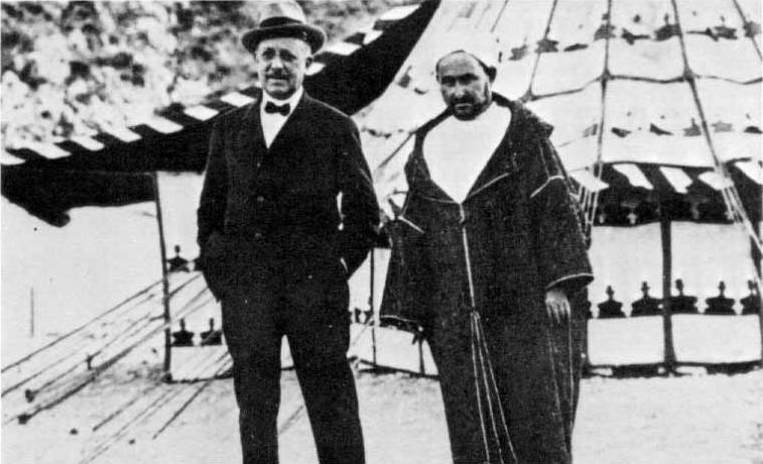
Abd el-Krim juntament amb l'empresari espanyol Horacio Echevarrieta, enviat pel govern espanyol per negociar l'alliberament dels militars espanyols presoners després del desastre d'Annual

A principis de 1923 era palès la indignació de gran part de l'Exèrcit cap al govern del liberal Manuel García Prieto a causa de la seva política "claudicant" en el Protectorat espanyol al Marroc. Les crítiques es van refermar a partir del 27 de gener quan el ministre d'Estat Santiago Alba va anunciar que les negociacions amb Abd el-Krim per a l'alliberament dels oficials i els soldats que havien estat fets presoners pels rebels rifenys en el desastre d'Annual havien culminat amb èxit. 326 militars –o 357 segons altres fonts-, que portaven més de 18 mesos vivint en unes condicions inhumanes de captivitat, serien alliberats a canvi del pagament de quatre milions de pessetes, una important quantitat de diners per a l'època.

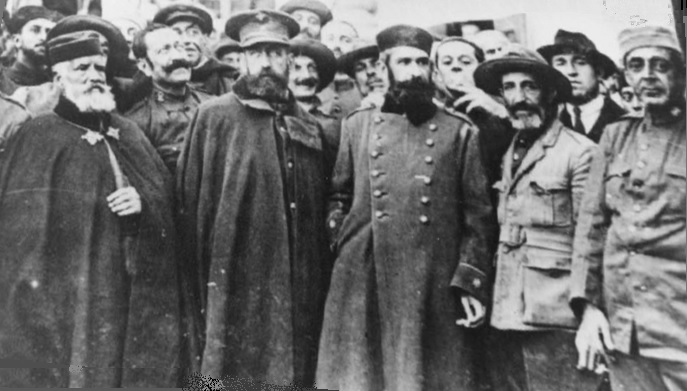
Caps i oficials espanyols alliberats després de les negociacions que va mantenir el govern amb Abd el-Krim i que un sector de l'exèrcit espanyol va qualificar d'"indignes"

Segons Gil Pecharromán, "l'alliberament dels presoners a canvi de diners... [va ser] rebuda per molts militars com una bufetada, una prova de la desconfiança del govern liberal cap a la capacitat operativa de les forces armades, sobretot quan la premsa de l'esquerra la va presentar com una mostra del fracàs del «militarisme i la burocràcia» que imperaven a l'Exèrcit d'Àfrica". Va començar a circular a les sales de banderes un manifest en el qual es demanaven sancions per aquells que atemptaven contra l'honor de l'Exèrcit. El 6 de febrer el capità general de Madrid, després de mantenir una reunió amb els generals i caps de la guarnició, es va presentar davant el ministre de la Guerra, Niceto Alcalá-Zamora, per manifestar-li que l'Exèrcit es trobava deprimit i vexat davant les campanyes tendencioses que posen en dubte [el seu] honor, encara que li va dir que malgrat tot es mantindria fidel als Poders constituïts. Aquell mateix dia el capità general de Catalunya, Miguel Primo de Rivera, reunia als generals de la seva demarcació i enviava un llarg telegrama al ministre en el qual demanava accions de càstig contra els rifenys. Per la seva banda el comandant general de Melilla va comunicar al ministre que els caps i oficials sota el seu comandament, amb l'ànima amargada pels injusts atacs soferts, acariciaven les més temeràries i potser il·legals empreses, si no realitzava una actuació enèrgica i immediata, fent callar a la premsa  antiespanyola i antipatriòtica i engegant una operació contra Alhucemas. Al govern també li van arribar notícies que el rei simpatitzava amb aquestes protestes. La resposta del ministre Alcalá Zamora va ser recordar als militars que la política sobre el Marroc la determinava el govern en un telegrama enviat als capitans generals en el qual els ordenava frenar tota tendència col·lectiva o actes exteriors que causarien greu dany als interessos del país i de l'Exèrcit, que són idèntics i res pot posar-los en pugna.
En aquest ambient va sorgir a Madrid un nucli conspiratiu format per quatre generals, per la qual cosa va rebre el nom del Quadrilàter. El seu objectiu era canviar la política del govern al Marroc mitjançant la formació d'un govern civil o militar que amb el suport del rei nomenés a un general "enèrgic" al capdavant del Protectorat. Però no van trobar massa suports entre els seus companys d'armes que, si bé eren hostils al govern, no estaven disposats a comprometre's en una conspiració per derrocar-ho.
Els generals del Quadrilàter van pensar llavors que l'única solució que els quedava era convèncer a un general de prestigi a l'Exèrcit perquè encapçalés el moviment i el rei el nomenés president del govern. El general més antic i de més alta graduació era llavors Valerià Weyler, de 85 anys, però els conspiradors no es van atrevir a sondejar-li a causa de la seva edat i de la seva coneguda independència. El que li seguia en l'escalafó era el general Francisco Aguilera i Egea, president del Consell Suprem de Guerra i Marina i senador vitalici, amb qui va contactar el Quadrilàter, a pesar que s'havia mostrat partidari que s'investiguessin les responsabilitats dels generals i caps militars pel desastre d'Annual. Però Aguilera va quedar descartat després de ser bufetejat el 30 de juny en els passadissos del Senat pel ministre José Sánchez Guerra, en haver-li acusat d'haver mentit sobre una suposada dilació en el lliurament de la documentació sobre Dámaso Berenguer per demanar el suplicatori al Senat que permetés processar-lo —per aquest gest Sánchez Guerra va quedar "transformat des de llavors i fins a la fi de la Dictadura en el símbol de la dignitat del poder civil", afirma González Calleja. "El desprestigi d'Aguilera va ser immediat. Els militars que confiaven en ell per passar per l'adreçador als polítics, no van acceptar que es deixés bufetejar impunement per un d'ells. Sánchez Guerra va reblar el clau, acusant Aguilera de colpista, fins que el general, acorralat, va desautoritzar públicament qualsevol pla d'intervenció militar en la política.
L'historiador Javier Tusell afirma que "El succés, gairebé d'opereta, va deixar en evidència a Aguilera i va demostrar la seva radical manca d'habilitat, en dedicar-se a agredir verbalment als polítics, sense buscar addictes a les casernes, que era on hauria de forjar un cop d'estat". A més, la freda relació que es deia que existia entre el rei i Aguilera no consolidava precisament la posició del general com a dirigent potencial del futur cop. El Quadrilàter tornava a estar, doncs, sense candidat.

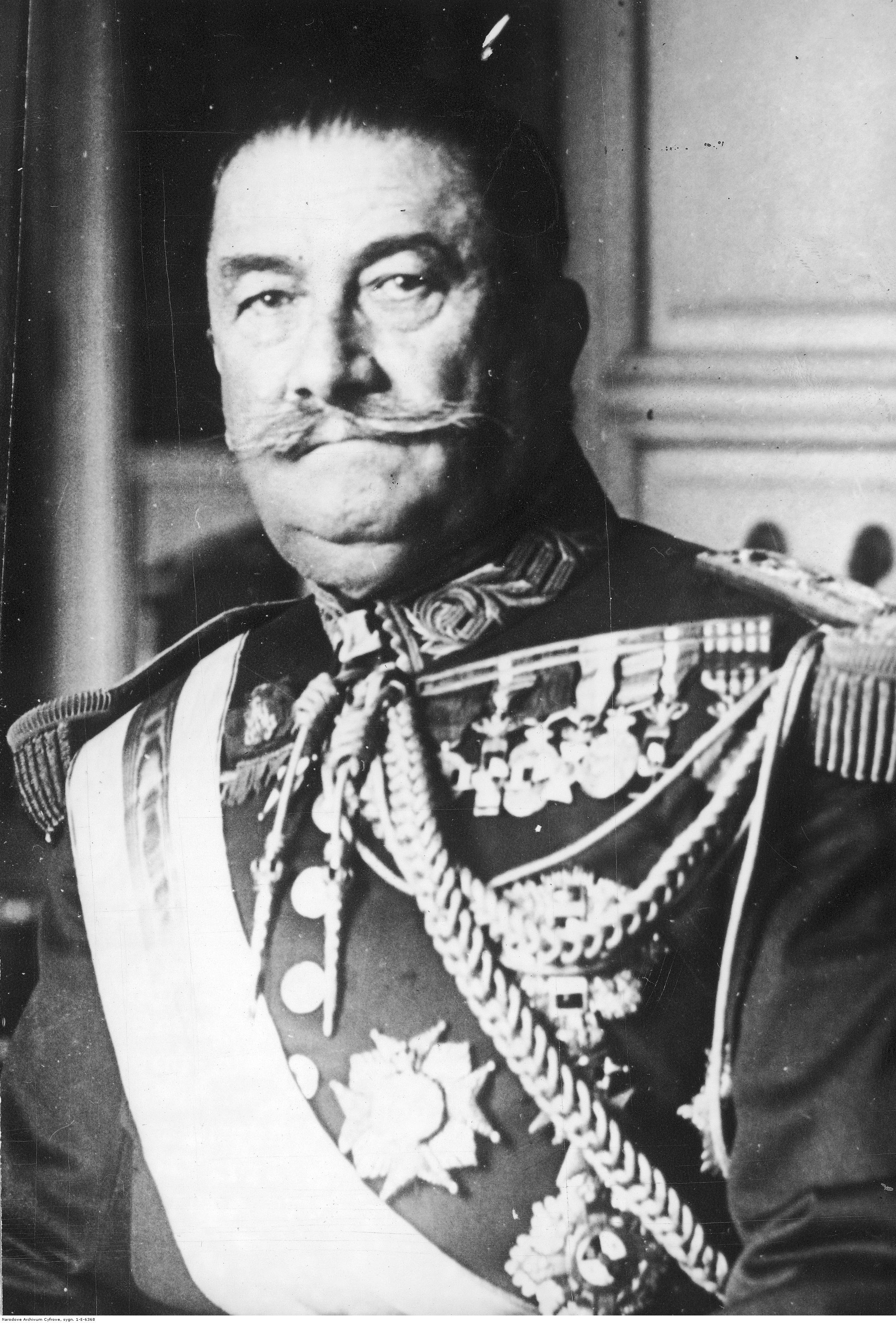
General Dámaso Berenguer, un dels militars inculpats en el expedient Picasso pel desastre de Annual, i el germà del qual, el també general Federico Berenguer, formava part del Quadrilàter que dirigia la conspiració a Madrid.

Però el Quadrilàter aviat va trobar el substitut d'Aguilera: el general Primo de Rivera que per aquestes dates es trobava a Madrid cridat pel Govern per allunyar-lo de Catalunya on estava adquirint una "intolerable tutoria" sobre els civils. A Madrid Primo de Rivera va redactar un text en el qual criticava al govern, però no va arribar a utilitzar-ho per no trencar la tradició que s'havia mantingut al llarg de la Restauració de què l'Exèrcit pressionava sempre en determinats assumptes, però no assumia el control polític directe. Durant la seva estada a la capital Primo de Rivera va entrar en contacte personal amb el general Aguilera —amb qui des de finals de maig havia mantingut una "tibant relació epistolar"— però la seva relació no va progressar perquè aquest li va retreure a Primo de Rivera la seva identificació amb els patrons en els conflictes laborals catalans. També es va entrevistar amb el rei Alfons XIII al que va expressar la seva preocupació per la situació política que vivia el país (es va arribar a especular amb el seu nomenament com a cap de la Casa Militar d'Alfons XIII). Molta major transcendència va tenir l'entrevista que va mantenir amb els generals del "Quadrilàter", que van veure en Primo de Rivera el substitut del desprestigiat general Aguilera per encapçalar el "cop de força" que propugnaven, i del que donarien "compte a S. M.". No obstant això, el processament a principis de juliol del general Cavalcanti per la seva actuació al Marroc va suposar un seriós contratemps per als plans dels conjurats, així com el nomenament com a nou governador civil de Barcelona de Manuel Portela Valladares, qui va restablir l'autoritat del poder civil a la capital catalana.

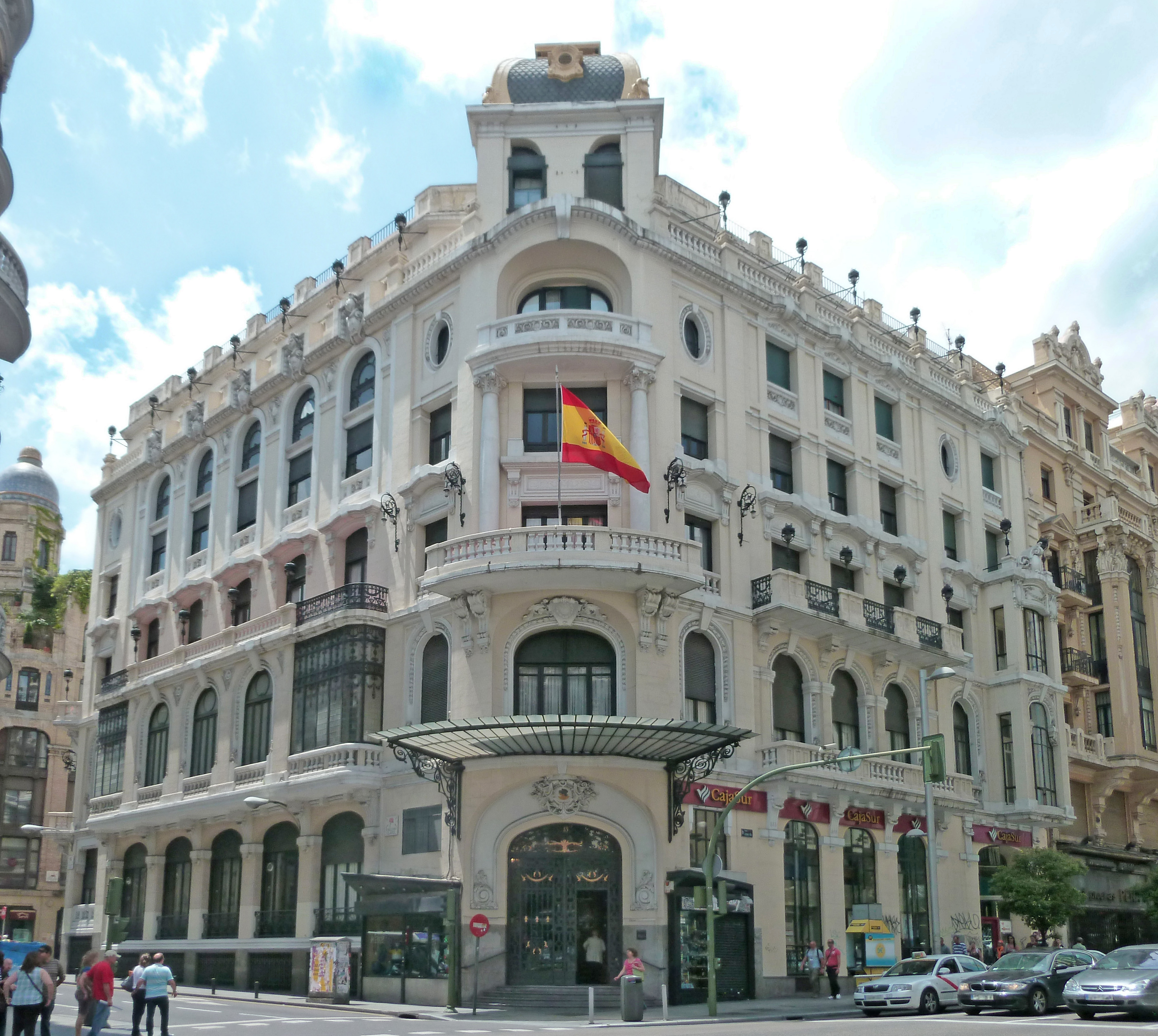
Casino Militar de Madrid

Que el triat fos Primo de Rivera no deixa de ser paradoxal, com ha destacat Shlomo Ben Ami, perquè Primo de Rivera havia manifestat en repetides ocasions una posició "abandonista" respecte del Marroc. Primo de Rivera va resoldre la paradoxa gràcies "a la seva habilitat de tirar aigua al vi de la seva posició abandonista, una vegada es va decidir a conspirar, de la mateixa manera que ho va fer amb el seu esperit centralista, quan va segellar la seva aliança amb l'autonomisme català. En la qüestió de les responsabilitats, no obstant això, no va necessitar fingir. Estava tan decidit com els altres a posar fi a la campanya vindicativa contra els seus companys d'armes, els membres del que ell mateix solia anomenar la casta".
Les mostres de la inquietud de la família militar van continuar. A principis d'agost un grup de generals, entre els quals es trobava Primo de Rivera, es va reunir al Casino Militar de Madrid, per protestar contra la inactivitat del govern al Protectorat del Marroc i per donar suport al pla ofensiu del general Severiano Martínez Anido. Els congregats van advertir al govern que «l'exèrcit no toleraria per més temps ser una joguina en mans de polítics oportunistes».

### Les dues setmanes prèvies al cop

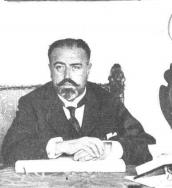
Santiago Alba Bonifaz, ministre d'Estat del govern de Manuel García Prieto, el 1922

Un esdeveniment de finals d'agost va revifar la conjura colpista i va convèncer a Primo de Rivera que havia arribat el moment d'actuar. A Màlaga es van produir greus incidents en negar-se les tropes a embarcar rumb al protectorat del Marroc. El principal responsable de l'amotinament, el caporal José Sánchez Barroso, va ser condemnat a mort i, davant de les pressions populars, el govern li va commutar la pena per cadena perpètua a finals d'agost de 1923, la qual cosa va ser interpretada per molts militars com una prova dels dubtes que tenia el govern sobre el futur del Marroc, i de les quals feia màxim responsable al Ministre d'Estat Santiago Alba.
Primo de Rivera diria més tard que la seva patriòtica decisió [de prendre el poder] va ser estimulada pel motí de Màlaga. L'absolució de Barroso em va fer comprendre les dimensions de l'horrible abisme al qual havia estat llançada Espanya. Els militars no van veure en el motí de Màlaga un simple acte d'insubordinació, sinó el reflex del col·lapse de la llei com a element dissuasiu i d'una atmosfera general de derrotisme, conreada per separatistes antipatriòtics, comunistes i sindicalistes. Així doncs, mentre que els tribunals militars havien de castigar els amotinats, la justícia militar havia d'actuar també contra els altres, és a dir, els civils antipatriòtics. Corresponia a l'exèrcit educar a la comunitat civil i imbuir-li un sistema espanyol de valors. […] Per exasperar encara més als militars, temorosos que els amotinats infectessin a altres unitats de l'Exèrcit, el diari ABC –la histèrica campanya del qual contra la desintegració de l'Estat ajudava a crear el clima apropiat per al cop- va publicar una fotografia de Barroso fraternitzant amb dos oficials".

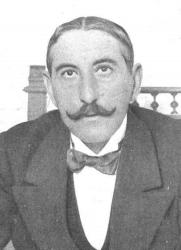
Rafael Gasset Chinchilla, ministre de Foment que va dimitir a principis de setembre de 1923 per estar en desacord amb la "reactivació" de la política sobre el Protectorat espanyol del Marroc, sent substituït per Manuel Portela Valladares.

Entre el 4 i el 9 de setembre Primo de Rivera va viatjar a Madrid on va tornar a entrevistar-se amb els generals del Quadrilàter, els quals el van reconèixer com a cap de la conspiració -segons González Calleja, "el general Saro va comunicar al rei que l'Exèrcit estava a punt de posar fi a l'estat de coses existent"; el rei va marxar de Madrid cap a la seva residència d'estiu a Sant Sebastià. Durant l'estada de Primo de Rivera a la capital es va saber que l'Estat Major Central de l'Exèrcit havia recomanat al govern un desembarcament en Alhucemas, al centre del protectorat, per acabar amb la rebel·lió de Abd-el-Krim, la qual cosa va provocar la dimissió de tres ministres del govern que s'oposaven a la proposta. Un dels polítics que els van substituir va ser Manuel Portela Valladares, el governador civil de Barcelona, la qual cosa seria un greu error, ja que el trasllat de Portela a Madrid va facilitar les operacions prèvies al cop que tindria el seu epicentre a Barcelona. D'altra banda, els cercles militars aquesta vegada van lloar al govern per "apartar els obstacles als plans militars" i el diari El Ejército Español, que fins llavors no havia cessat d'assetjar al govern, va acollir la dimissió dels ministres Miguel Villanueva, Joaquín Chapaprieta i Rafael Gasset Chinchilla, com una victòria "dels interessos superiors del país". El diari conservador ABC va valorar la crisi de govern com un "espectacle depriment" que reflectia la "desorientació política" característica del sistema.
De retorn del seu viatge a Madrid el 7 de setembre, Primo de Rivera es va aturar a Saragossa on es va reunir amb el governador militar, el general Sanjurjo, per ultimar els detalls del cop, al que Sanjurjo ja s'havia compromès en una visita anterior. Quan va arribar a Barcelona va aconseguir el suport dels generals amb comandament a Catalunya, com Barrera, López Ochoa i Mercader. No obstant això fora de la seva capitania general, a excepció de Sanjurjo a Saragossa i dels generals del Quadrilàter a Madrid, no va aconseguir que cap altre general es comprometés en el cop, encara que molts van mostrar el seu acord amb la idea d'establir un règim militar. D'altra banda, Primo de Rivera va informar de les seves intencions als ambaixadors espanyols a les principals capitals europees.

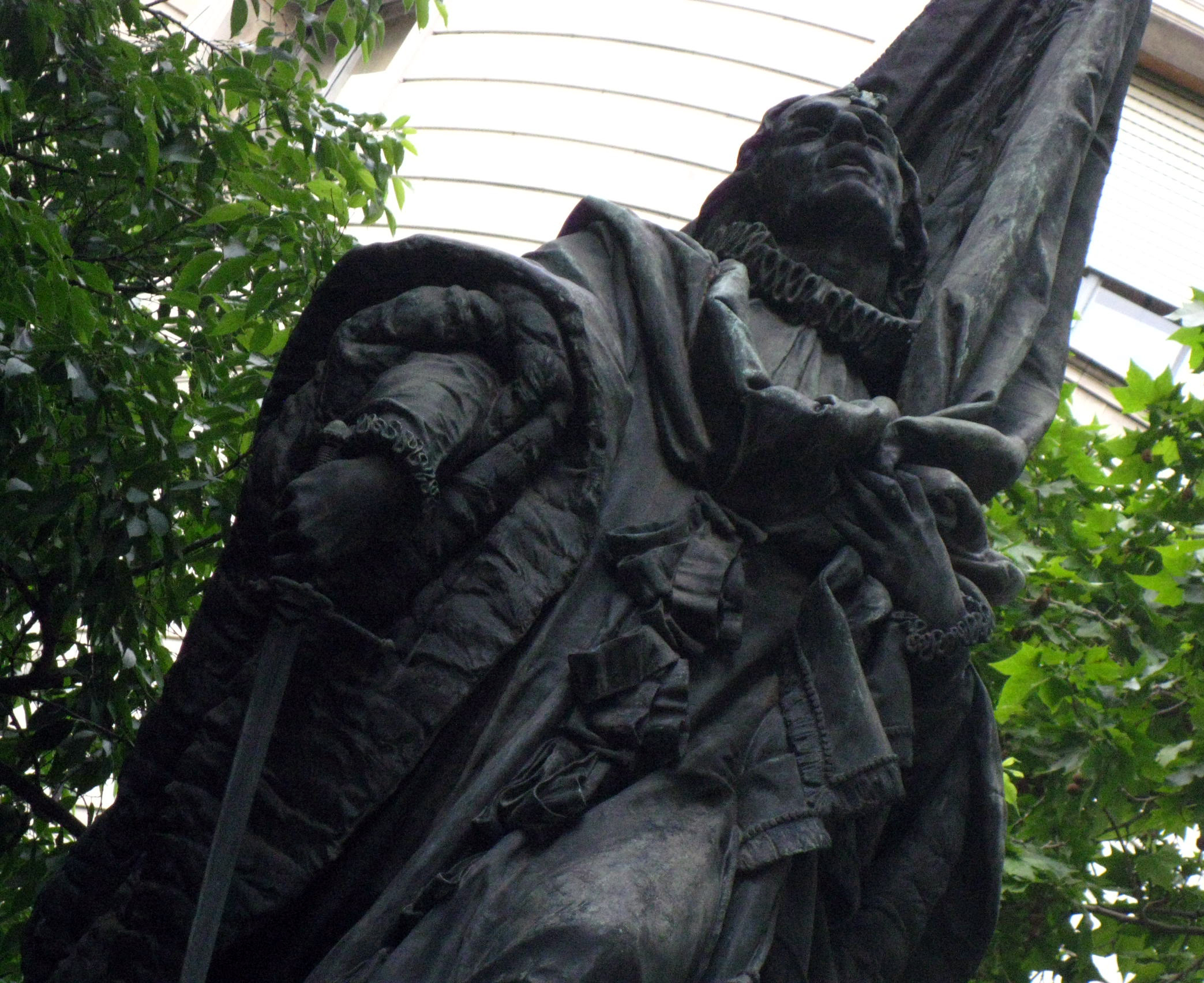
Estàtua de Rafael Casanova, situada en la ronda de Sant Pere de Barcelona, al voltant de la qual es van produir els incidents de l'11 de setembre de 1923

Pel que sembla l'esdeveniment que va precipitar el cop, previst en principi pel 15 de setembre, van ser els greus incidents que van tenir lloc a Barcelona durant la commemoració de l'Onze de setembre provocats per joves catalanistes que van esbroncar la bandera espanyola i van llançar crits de "Mori Espanya!" i "Visqui la República del Rif!", en suport de la revolta de Abd el Krim, a més de proferir "Mori l'Estat opressor!" i "Mori l'exèrcit!". Immediatament Primo de Rivera comunicava per carta als seus companys de conspiració a Madrid la decisió de revoltar-se. "Prim i O'Donell, quan comptaven amb una companyia, ja eren al carrer", els va escriure. Així el moviment es va avançar dos dies "per aprofitar l'onada d'indignació aixecada entre l'oficialitat pels incidents de carrer produïts a Barcelona durant la Diada de l'11 de setembre", afirma González Calleja.
El 12 de setembre els preparatius es van accelerar. A Barcelona, a les 9,30 del matí es van reunir amb Primo de Rivera en el seu despatx de Capitania els generals i caps compromesos amb el cop que van rebre les instruccions finals (eren sis generals, entre ells el governador militar César Aguado Guerra, el seu cap d'estat major Juan Gil y Gil, el comandant del sometent, Plácido Foreira Morante, i el general Eduardo López de Ochoa; onze coronels i un tinent coronel). A Saragossa l'arribada del comandant José Cruz-Conde Fustegueras, enllaç dels conspiradors amb el governador militar, el general Sanjurjo, va fer que també s'ultimessin els plans davant la passivitat del capità general. A Madrid, els generals del Quadrilàter van aconseguir el suport del governador militar, el general Juan O'Donnell, duc de Tetuan, però no el del capità general Muñoz Cobos, encara que aquest no va sortir en defensa del govern. Aquests preparatius van ser coneguts pel govern que va decidir enviar a Barcelona al ministre Portela Valladares i també que el ministre de la Guerra, el general Aizpuru, enviés un telegrama a Primo de Rivera preguntant-li per la seva implicació en la conjura. Primo de Rivera no va respondre i va decidir avançar la data del cop previst per al dia 15. Aizpuru, amic íntim del general rebel, no va fer cap esforç enèrgic per impedir les activitats del general després d'haver proporcionat arguments als colpistes amb l'amnistia del caporal Barroso, que havia encapçalat el motí de soldats a Màlaga.

## El cop

### Dijous, 13 de setembre: triomf del cop a Catalunya (i a Saragossa i Osca)

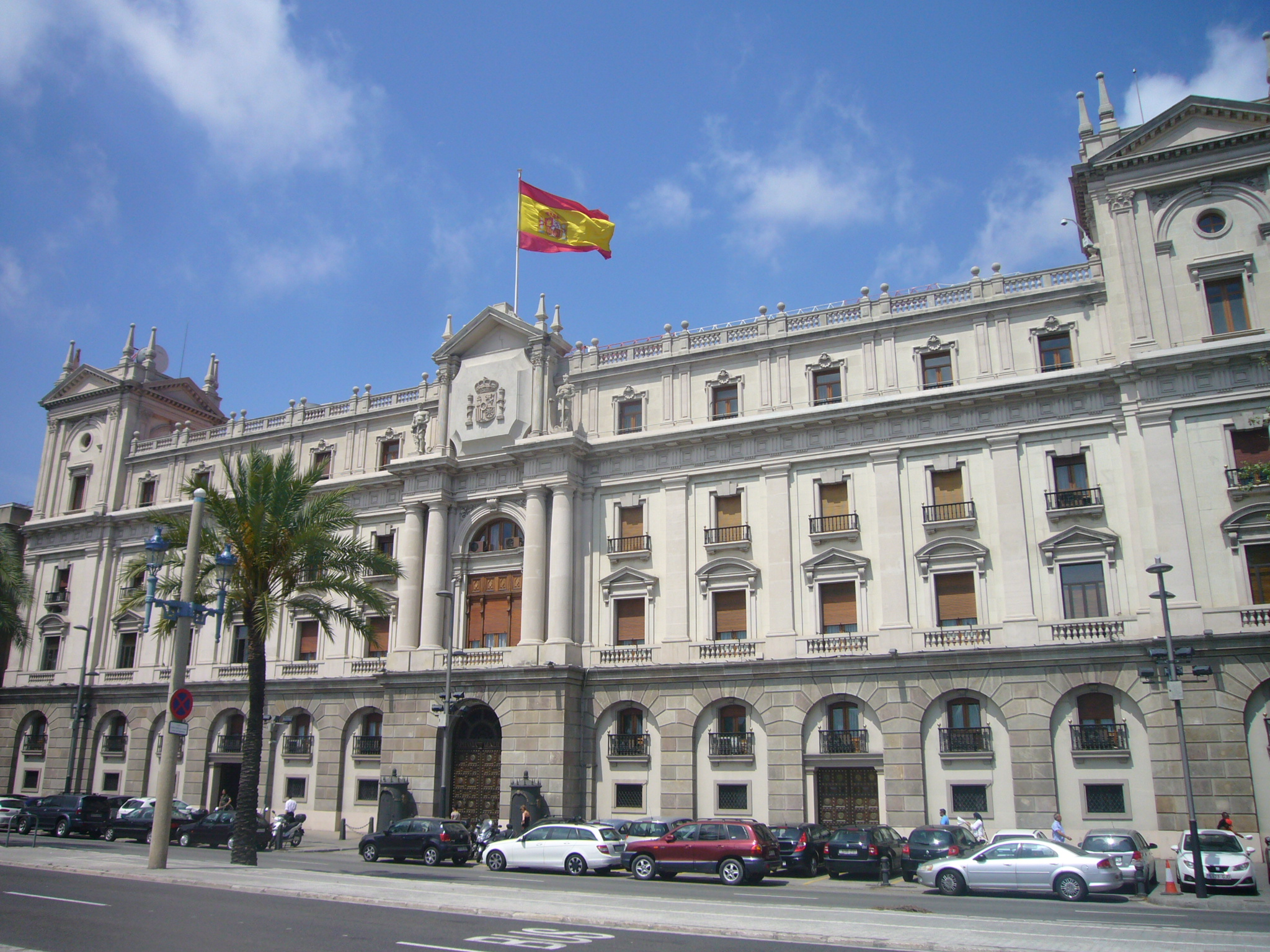
Capitania General de Barcelona

A mitjanit del 12 al 13 de setembre de 1923 el capità general de Catalunya Miguel Primo de Rivera va proclamar a Barcelona la Llei marcial i va treure els militars al carrer, que van anar ocupant els edificis clau de la ciutat. El mateix va succeir a la resta de les capitals catalanes. A les dues de la matinada va reunir la premsa catalana i li va lliurar el seu Manifest al País i a l'Exèrcit espanyol en el qual justificava la rebel·lió que acabava d'encapçalar i en el qual anunciava la formació d'un Directori Inspector Militar que prendria el poder amb el beneplàcit del rei. En el "Manifest" es reflectia la retòrica clàssica dels pronunciaments però la revolta no era exactament un pronunciament, ja que pretenia governar sense els partits (afirmava que anava a salvar al país de les mans dels «professionals de la política») i a «establir un nou règim» i un nou tipus de parlament «veritablement representatiu de la voluntat nacional».
El Manifest constava d'una Part dispositiva que deia el següent:
| « | PART DISPOSITIVA En declarar-se a cada regió l'estat de guerra, el capità general, o qui faci les seves funcions, destituirà a tots els governadors civils i encomanarà als governadors i comandants militars les seves funcions. Es confiscaran totes les centrals i mitjans de comunicació, i no permetran, a banda de les familiars i comercials, les de cap altra autoritat que no serveixi el nou règim. De totes les novetats importants que vagin ocorrent donaran coneixement duplicat als capitans generals de Madrid i Barcelona, resolent per ells mateixos ràpidament i enèrgica les dificultats. S'ocuparan els llocs més indicats, tals com a Centres de caràcter comunista o revolucionari, estacions, presons, bancs, centrals de llum i dipòsits d'aigua, i es procedirà a la detenció dels elements sospitosos i de mala fama. En tot la resta es procurarà donar la sensació d'una vida normal i tranquil·la. Mentre l'ordre no estigui assegurat i el règim naixent triomfant, seran preferent atenció dels militars en tots els seus graus i classes els serveis d'organització, vigilància i ordre públic, havent-se de suspendre tota instrucció o acte que entorpeixi aquestes finalitats, sense que això signifiqui lliurar les tropes a la mol·lície ni abandonar la missió professional. Per sobre de tot advertiment hi ha les mesures que el patriotisme, intel·ligència i entusiasme per la causa suggereixi a cadascú en moments que no són els de vacil·lar, sinó de jugar-se el tot pel tot; és a dir, la vida per la Pàtria. Unes paraules més solament. No hem conspirat; hem recollit a plena llum i ambient l'ànsia popular, i li hem donat una mica d'organització, per canalitzar-la cap a una finalitat patriòtica exempta d'ambicions. Creiem, doncs, que ningú s'atrevirà amb nosaltres i per això hem omès sol·licitar un a un el concurs dels nostres companys i subordinats. En aquesta santa empresa queden associats en primer lloc el poble treballador i honrat en totes les seves classes; l'Exèrcit i la nostra gloriosa Marina, tots dos encara en les seves més modestes categories, que no havíem d'haver consultat prèviament sense relaxar llaços de disciplina; però que, ben coneguda la seva fidelitat al Comandament i la seva sensibilitat als anhels patriòtics, ens asseguren el seu valuós i eficaç concurs. Encara que naixem d'una indisciplina de forma, representem la veritable disciplina, la deguda al nostre dogma i amor patri, i així l'hem d'entendre, practicar i exigir, no oblidant que, com no ens estimula l'ambició, sinó, per contra, l'esperit de sacrifici, tenim la màxima autoritat. I ara, novament, Visca Espanya i visca el Rei!, i rebeu tots la cordial salutació d'un vell soldat que us demana disciplina i unió fraternal, en nom dels dies que va compartir amb vosaltres la vida militar en pau i en guerra, i que demana al poble espanyol confiança i ordre en nom dels desvetllaments a la seva prosperitat dedicats, especialment d'aquest en què ho ofereix i ho aventura tot per servir-li. Miguel Primo de Rivera, capità general de la quarta regió. Barcelona, 12 de setembre de 1923. | » |

A les cinc del matí el general Losada ocupava l'edifici del govern civil de Barcelona. El mateix va succeir a Saragossa i a Osca, on també van ser presos pels militars els llocs estratègics, com bancs, presons, centrals telefòniques i telegràfiques, etc., gràcies al fet que Sanjurjo va aconseguir convèncer el capità general d'Aragó, Palanca, que s'"abstingués'" d'intervenir.
Durant la matinada el general Aizpuru, ministre de la Guerra, va mantenir una conversa telegràfica amb Primo de Rivera, durant la qual aquest li va exposar els motius de la seva actuació i en un moment determinat va tallar la comunicació, amb el que es declarava obertament en rebel·lió.
Primo de Rivera es va posar en contacte per telègraf amb la resta dels capitans generals, excepte amb el de Madrid. L'únic que li va contestar oposant-se al cop va ser el de València, el general Zabalza, encara que aquest "no ho va fer perquè donava suport al Govern, sinó assenyalant els possibles perills per a la Corona que es podien derivar de la tornada als pronunciaments", segons l'historiador Javier Tusell.

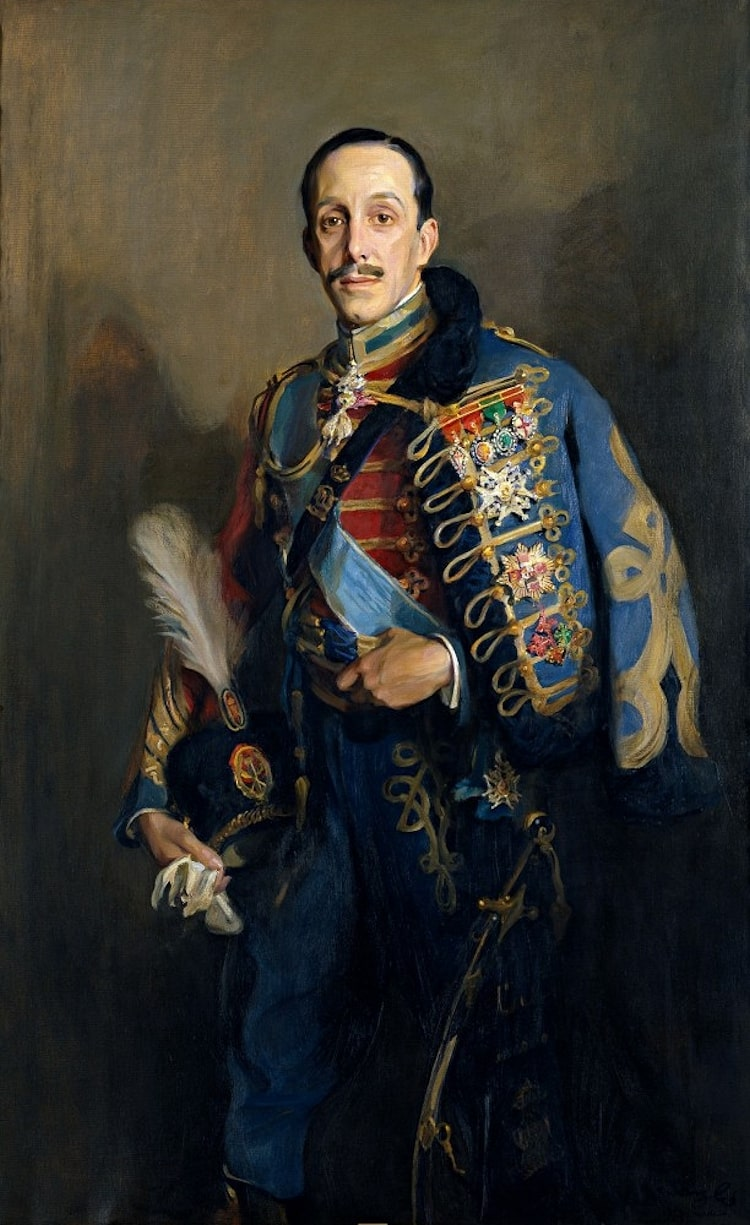
Retrat del rei Alfons XIII, vestit d'hússar (1927)

El rei, com era habitual a l'estiu, es trobava a Sant Sebastià, acompanyat pel titular de la cartera d'Estat, Santiago Alba, en funcions de ministre de jornada. Aquest, després de conèixer el cop de Primo de Rivera, va presentar la seva dimissió al rei, en considerar que havia fracassat en el seu intent que Primo de Rivera fos destituït. Al text en el qual va explicar la seva decisió Alba va afirmar que els conspiradors estaven "equivocats" i assegurava que en dimitir deixava al Govern en millors condicions per aconseguir una solució negociada, però no va fer cap crida a la resistència. El rei per la seva banda va ordenar al cap de la seva Casa Militar, el general Joaquim Milans del Bosch, que temptegés l'estat d'ànim de les guarnicions del país, que van comunicar que farien el que el rei els ordenés. És el que alguns historiadors han anomenat el "pronunciament negatiu", que finalment resultaria decisiu. L'únic contacte que va mantenir el rei aquest dia amb Primo de Rivera va ser un telegrama que li va enviar des de Sant Sebastià demanant-li que mantingués l'ordre a Barcelona.
Al llarg del dia 13 Primo de Rivera va donar la consigna als seus subordinats d'"esperar i resistir" i es va dedicar a realitzar diverses declaracions tranquil·litzadores a la premsa, eludint totes les qüestions compromeses i arremetent contra "els polítics". A més es va comportar "com si fos l'encarnació del govern legal i no un militar amotinat [i] va inaugurar una exposició del moble a Barcelona, entre les aclamacions d'un públic eufòric, davant el qual va rendir un demostratiu homenatge a la llengua catalana". Però Primo de Rivera es trobava en un cert aïllament militar, ja que fora de Catalunya i d'Aragó, cap general l'havia secundat. De fet, al llarg del dia diversos governadors militars van comunicar al ministre de la Governació la seva lleialtat al govern constitucional, i fins i tot algun va arribar a prendre mesures perquè totes les unitats militars quedessin aquarterades. I tampoc l'actitud de la Guàrdia Civil era de rebel·lió, i ni tan sols a Catalunya s'havia sumat al cop («els nostres contingents es mantindran al marge», va declarar el comandant de la Guàrdia Civil de Barcelona). Un periodista va relatar després la "impressió desoladora" que es va portar quan va visitar la seu de la Capitania General el 13 de setembre:
| « | El general Primo de Rivera es trobava pràcticament sol, envoltat únicament dels seus ajudants i sis o set oficials d'Estat Major. […] Nostra impressió en aquells moments era la que si el govern hagués tingut la suficient empenta per enviar una companyia de la Guàrdia Civil, el cop d'estat s'hagués convertit en un fracàs… | » |

El govern es va mostrar dividit; només dos ministres van manifestar la seva oposició frontal al cop, Portela Valladares i l'almirall Aznar, mentre que la resta titubejava. Les notícies que arribaven de les capitanies no eren tranquil·litzadores, perquè només els capitans generals de València i de Sevilla, el general Zabalza i el general Carles de Borbó, cosí del rei, s'havien oposat clarament a Primo de Rivera, encara que no s'havien ofert al govern per defensar la legalitat constitucional. A més a València, els governadors militars de Castelló i de València i el coronel del Regiment de Tetuan havia pres el control, neutralitzant així al capità general. D'altra banda, la premsa no es va manifestar en contra del cop, i alguns mitjans el van recolzar obertament incloent fins i tot entrevistes amb els generals implicats en la conspiració, "sense que ningú ho impedís o denunciés".
L'únic suport decidit que va trobar el govern va ser el del veterà general Weyler, per la qual cosa el govern va posar a la seva disposició un vaixell de guerra que el traslladés des de Mallorca fins a Barcelona. Però la seva missió estava condemnada al fracàs des del moment que el ministre de Marina, l'almirall Aznar, es va oposar al fet que els vaixells de la flota bombardegessin als revoltats a Barcelona.
Una altra de les decisions que va prendre el govern va ser manar al capità general de Madrid, el general Muñoz Cobos, que arrestés als quatre generals del Quadrilàter, però ell s'hi va negar tret que l'ordre fos signada pel rei. A efectes pràctics, Muñoz Cobos va actuar com si hagués estat membre de la conspiració. Se sentia reticent, va dir, a lluitar contra els pronunciats per temor a dividir a l'exèrcit i provocar una altra Alcolea".

### Divendres, 14 de setembre: el rei a Madrid

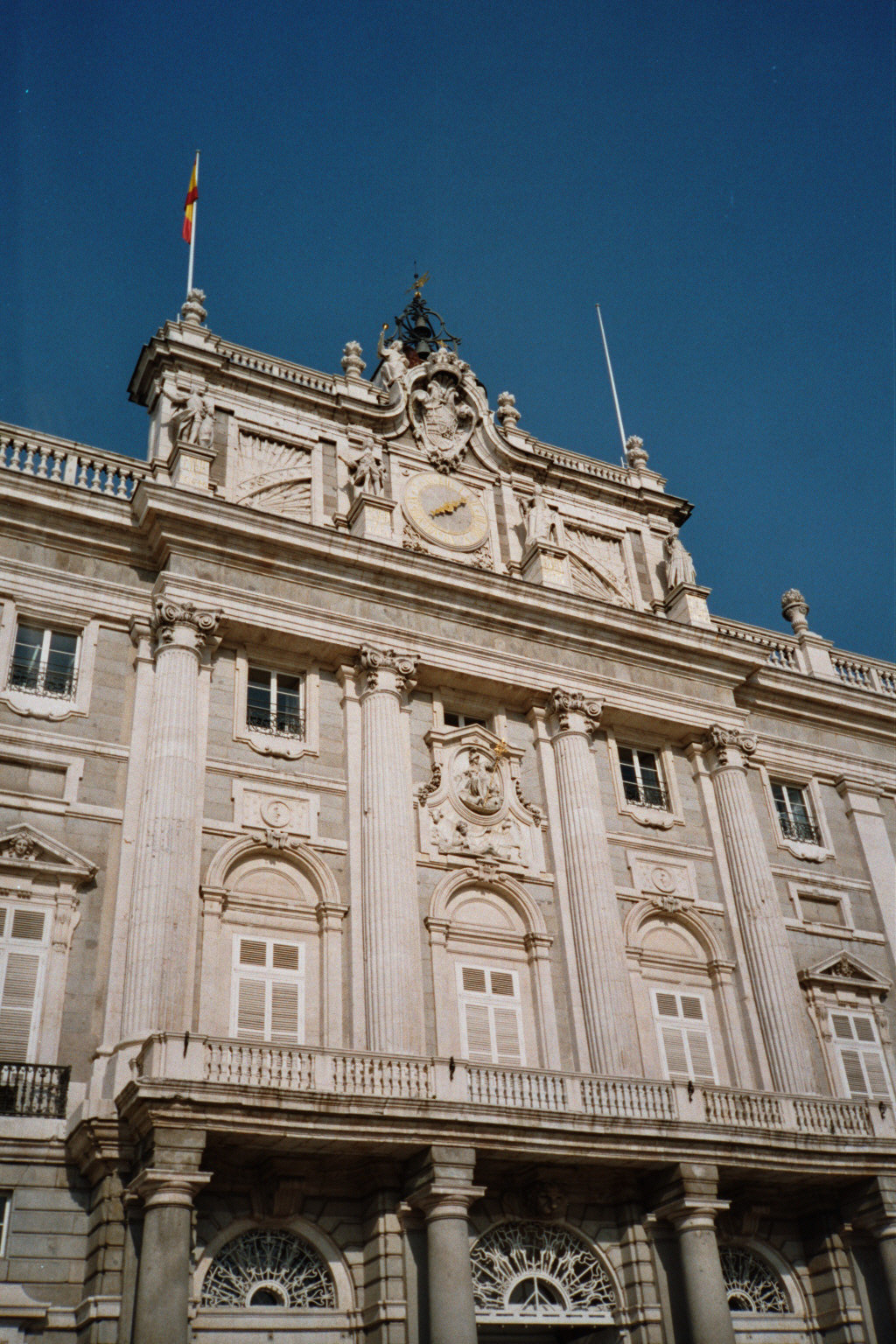
Façana del Palau Reial de Madrid

Com va titular el diari La Región d'Oviedo: "Tot depèn ara del rei". Alfons XIII va arribar a Madrid el 14 de setembre al matí. Va ser un viatge llarg i lent de Sant Sebastià a Madrid que el diari El Socialista qualificava de lentitud inadequada a la gravetat de la situació; quan va arribar a la capital en el matí del dia 14, es trobava ja convençut que la majoria de les guarnicions d'Espanya, encara que lleials al govern, estaven disposades a acatar la seva decisió, i que no havia sorgit cap moviment actiu, civil o militar, a favor del govern. Així quan es va entrevistar en el Palau d'Orient amb el president del govern Manuel García Prieto va rebutjar la seva proposta de convocar a les Corts pel 17 de setembre. I quan García Prieto li va proposar la destitució dels comandaments militars rebels, indicant al mateix temps que no sabia si tindria força per portar-ho a efecte, el Rei va respondre que necessitava pensar-ho, la qual cosa en un règim com el de la Restauració equivalia a suggerir la dimissió. García Prieto efectivament va dimitir, amb una sensació "d'alleujament per alliberar-se de les responsabilitats del poder". Niceto Alcalá-Zamora va escriure a les seves Memòries que quan va visitar García Prieto el va trobar resignat i deprimit.
Aquell mateix matí Primo de Rivera va enviar un telegrama al rei en el qual li urgia al fet que prengués una decisió amenaçant amb què "aquesta revolució, avui moderada, li donaríem un caràcter sagnant". El rei va contactar amb destacats polítics, com Antoni Maura o José Sánchez Guerra, i tots ells li van aconsellar que donés el poder als militars. Així mateix es va entrevistar amb el capità general de Madrid, el general Muñoz Cobos i amb els generals del Quadrilàter. Alfons XIII va decidir finalment cridar a Primo de Rivera a Madrid.
A un quart de dues de la tarda el rei va atorgar el poder a Primo de Rivera i a continuació el capità general Muñoz Cobo va declarar l'estat de guerra a Madrid.

### Dissabte, 15 de setembre: el rei nomena a Primo de Rivera Cap del Govern i President del Directori militar

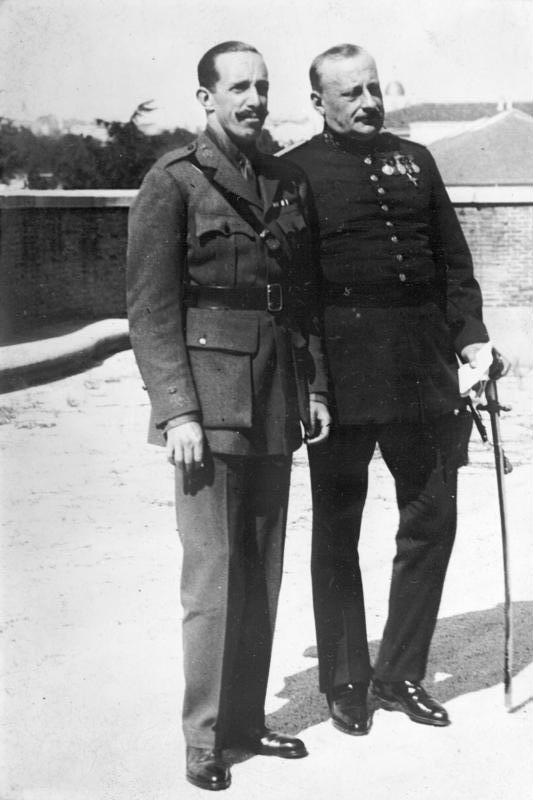
Alfons XIII al costat del general Miguel Primo de Rivera després del seu nomenament com a Cap del Govern i President del Directori militar

Una multitud entusiasmada va acompanyar a Primo de Rivera a prendre el tren que el portaria a Madrid. Com va informar el diari conservador La Vanguardia mai s'havia vist un "fenomen semblant". Segons va recordar un testimoni cenetista, a les andanes s'hi va reunir "la plana major de la reacció barcelonina, tots els monàrquics, el bisbe, els carlistes i també una bona representació de la Lliga Regionalista amb el mateix Puig i Cadafalch, president de la Mancomunitat. Ben destacada, una representació de la patronal".
El matí del 15 de setembre Primo de Rivera va arribar a Madrid. Abans d'acudir al Palau d'Orient es va entrevistar amb els generals del Quadrilàter, reunió a la qual també va assistir el capità general de Madrid Muñoz Cobos, als qui va comunicar que en lloc de formar un govern civil sota tutela militar havia decidit convertir-se en dictador militar únic. Muñoz Cobos va comunicar al rei la intenció de Primo de Rivera de recórrer a aquesta fórmula que no recollia la Constitució de 1876.
Quan es van reunir Primo de Rivera i el rei aquell mateix matí al Palau d'Orient van acordar una fórmula intermèdia que guardés les aparences de la legalitat constitucional. Primo de Rivera seria nomenat "Cap del Govern" i "ministre únic", assistit per un Directori militar, format per vuit generals i un contraalmirall. A més es va establir que Primo de Rivera juraria el seu càrrec segons el protocol establert, davant el ministre de Justícia del govern anterior. Segons algunes fonts, durant la conversa que van mantenir, el rei li va dir a Primo de Rivera: "Déu vulgui que encertis. Et vaig a donar el poder".
La Gaseta de Madrid de l'endemà va publicar el Reial decret, signat pel rei i confirmat pel ministre de Gràcia i Justícia Antonio López Muñoz, de nou per guardar l'aparença de legalitat, que deia: "Vinc a nomenar Cap del Govern al Tinent General D. Miguel Primo de Rivera i Orbaneja, Marquès de Estella". En el mateix número de la Gaseta de Madrid del 16 de setembre apareixia el primer reial decret que Primo de Rivera havia presentat a la signatura al rei, pel qual es creava un Directori militar presidit per ell i que tindria "totes les facultats, iniciatives i responsabilitats inherents a un Govern en conjunt, però amb una signatura única" i que es proposava "constituir un breu parèntesi en la marxa constitucional d'Espanya". En la seva "Exposició", que va ser difosa per la premsa sota el titular "Un decret històric", que exposava:
| « | EXPOSICIÓ Senyor: Nomenat per La vostra Majestat amb l'encàrrec de formar govern en moments difícils per al país, que jo he contribuït a provocar inspirant-me en els més alts sentiments patris, seria covarda deserció vacil·lar en l'acceptació del lloc que porta amb si tantes responsabilitats i obliga a tan fatigós i incessant treball. Però La vostra Majestat sap bé que ni jo, ni les persones que amb mi han propagat i proclamat el nou règim, ens creiem capacitats per a l'acompliment concret de les carteres ministerials, i que era i segueix el nostre propòsit constituir un breu parèntesi en la marxa constitucional d'Espanya, per establir-la tan aviat com oferint-nos el país homes no contagiats dels vicis que a les organitzacions polítiques imputem, puguem nosaltres oferir-los a La vostra Majestat perquè es restableixi aviat la normalitat. Per això em permeto oferir a La vostra Majestat la formació d'un Directori militar, presidit per mi, que sense l'adjudicació de carteres ni categories de ministres, tingui totes les facultats, iniciatives i responsabilitats inherents a un Govern en conjunt, però amb una signatura única, que jo sotmetré a La vostra Majestat; per la qual cosa haig de ser l'únic que davant La vostra Majestat i el notari major del Regne, i amb tota unció i patriotisme que el solemne acte requereix, clavi el genoll en terra davant els Sants Evangelis, jurant lleialtat a la Pàtria i al Rei i al propòsit de restablir l'imperi de la Constitució tan aviat La vostra Majestat accepti el Govern que li proposi. Sota aquest aspecte, Senyors, ens ha rebut el país amb clamorós acolliment i confortable esperança; i creiem un deure elemental modificar l'essència de la nostra actuació, que no pot tenir davant la Història i la Pàtria una altra justificació que el desinterès i el patriotisme. Madrid, 15 de setembre de 1923. Senyor: A.L.R.P. de V.M. Miguel Primo de Rivera. | » |

A l'article 1r del Reial decret es conferia a Primo de Rivera el càrrec de "President del Directori militar encarregat de la Governació de l'Estat, amb poders per proposar-me quants decrets convinguin a la salut pública, els que tindran força de llei". En l'article 2è s'establia que el Directori estaria format pel seu president i vuit generals de brigada, un per cada regió militar, més un contraalmirall de l'Armada. En el 3è que qui passaria a la signatura els decrets seria el president del Directori, "amb facultats de Ministre únic", i "assessorant-se prèviament del Directori". En el 4è se suprimien els càrrecs de President del Consell de Ministres, Ministres de la Corona i Sotssecretaris, excepte els Sotssecretaris d'Estat i Guerra.
El dia 17 la Gaseta de Madrid va publicar la dissolució del Congrés dels Diputats i de la part electiva del Senat, d'acord amb la facultat que li conferia al rei l'article 32 de la Constitució, encara que amb l'obligació de convocar-los de nou abans de tres mesos. Complert el termini el 12 de novembre els presidents del Congrés i del Senat, Melquiades Álvarez i el comte de Romanones, respectivament, es van presentar davant el rei perquè reunís les Corts, recordant-li que aquest era la seva haver de com a monarca constitucional. La resposta que van rebre va ser la seva destitució immediata dels dos càrrecs que ostentaven. Primo de Rivera ho va justificar amb aquestes paraules:
| « | El país no s'impressiona ja amb pel·lícules d'essències liberals i democràtiques; vol ordre, treball i economia. | » |

## Les reaccions al cop

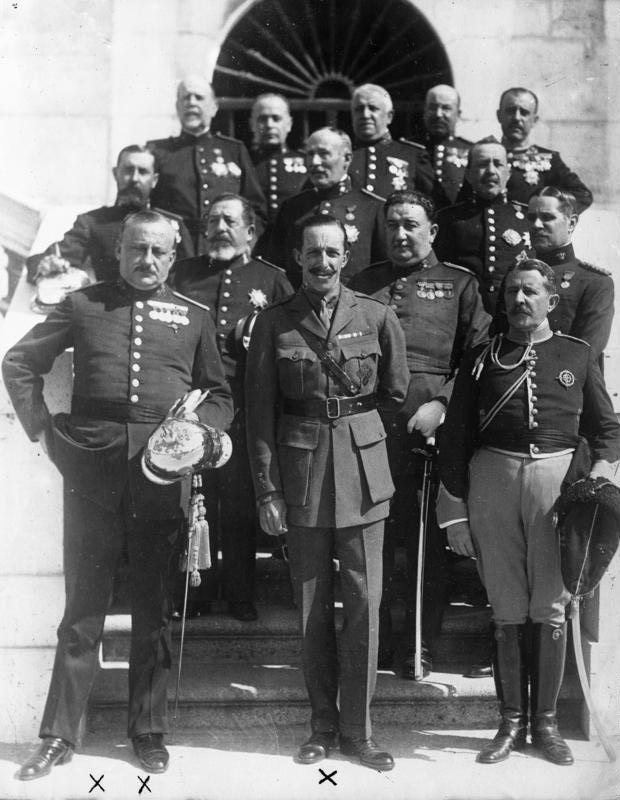
D'esquerra a dreta (en negreta els generals membres del Directori militar i entre parèntesis el nombre de la regió militar a la qual representen; en cursiva, els quatre generals membres del Quadrilàter)
el General Primo de Rivera, el rei Alfons XIII, i el general José Cavalcanti de Alburquerque,
- el general Antonio Mayandia Gómez (5a.), el general Federico Berenguer Fusté i general Leopoldo Saro Marín,
- el general Antonio Dabán Vallejo, el general Francisco Ruiz del Portal (7a.) i el general Luis Navarro y Alonso de Celada (3.ª),
- el general Luis Hermosa y Kith (2a.), el general Dalmio Rodríguez Pedré (4a.), el general Adolfo Vallespinosa Vior (1a.), el general Francisco Gómez-Jordana Sousa (6a.), i el general Mario Muslera y Planes (8a.)

La reacció pública al cop d'estat va ser, en el seu conjunt favorable, tot i que alguns historiadors la qualifiquen més aviat de passiva o d'indiferent, o de "una mescla de prevenció, satisfacció i impotència", la qual cosa s'explica en gran manera "pel fet que el sistema que Primo de Rivera venia a reemplaçar no gaudia de gran estima entre les masses". A més, "la manipulació per Primo de Rivera de les consignes regeneracionistes va fer pensar a molts que per fi es faria justícia i s'eradicaria el caciquisme", segons Ben Ami. Així per exemple, el diari liberal El Sol va esquivar descriure que el nou règim s'hagués instaurat mitjançant un cop de força i en la seva editorial va donar la benvinguda a «una Espanya més noble i fèrtil que la vella i ruïnosa en què vam néixer», encara que afegint a continuació que, «acabada l'obra de desarrelar el vell règim i sanejar interiorment l'organisme de l'Estat», el Directori hauria de cedir el poder a un govern civil liberal —de fet, quan al cap de poc temps el diari va constatar que la intenció de Primo de Rivera era perpetuar-se en el poder, li va retirar el seu suport. «Les gents veien en el generalato indòmit la salvació de la pàtria», va escriure més tard el jurista socialista Luis Jiménez de Asúa.
Pel que fa a les forces obreres, als anarcosindicalistes el cop els va enxampar per sorpresa i "molts cenetistas es van limitar a esperar passivament que les autoritats clausuressin els seus locals. La CNT estava esgotada per anys de repressió brutal i era ja gairebé inútil com a instrument de combat". Així i tot, la CNT va formar un "Comitè d'acció contra la guerra i la dictadura" que va convocar una vaga a Madrid i a Bilbao, amb el suport dels comunistes, que va tenir escàs ressò. Van convidar als socialistes a unir-se al Comitè però aquests van optar per mantenir-se a l'expectativa i les direccions del PSOE i de la UGT van advertir als seus afiliats que no intervinguessin en cap intentona revolucionària, ja que tan sols servirien de «pretext a repressions que anhela per al seu profit la reacció», segons va dir el diari El Socialista.
Entre els intel·lectuals, els que es van oposar al cop van ser pocs, "tan sols Miguel de Unamuno, Manuel Azaña i Ramón Pérez d'Ayala es van mostrar de forma inequívoca en contra del Dictador", afirma la historiadora Genoveva García Queipo de Llano.
Les classes altes van rebre el cop amb eufòria, especialment a Catalunya. La Cambra de comerç i Indústria de Catalunya va saludar al dictador «amb gran entusiasme», esperant que posés fi «a un estat de coses que es considerava intolerable». El mateix van fer la resta d'organitzacions patronals, com l'Institut Agrícola Català de Sant Isidre que esperava que s'atallessin «els corrents demolidors del dret de propietat». I també els partits polítics catalans conservadors com la Lliga Regionalista o la Unión Monárquica Nacional. Aquesta última es considerava part del «moviment de regeneració» basat en els principis de «pàtria, monarquia i ordre social». Fora de Catalunya es van donar les mateixes mostres d'entusiasme entre les classes altes i diverses organitzacions patronals es van oferir a col·laborar amb la Dictadura per «destruir d'un cop la podridura que, contra tota justícia i moral, condueix al país, lenta però inexorablement, al més insondable precipici», com va proclamar la Confederació Patronal Espanyola. Com ha assenyalat la historiadora Ángeles Barri, "l'actitud de les burgesies espanyoles no va ser diferent de la d'altres burgesies d'ordre europees que, davant el perill del bolxevisme, no van fer gens per defensar la vigència d'un ordre liberal disposat a democratitzar-se amb el qual no s'identificaven, i en el qual intuïen que els seus interessos no estaven suficientment garantits".
L'Església Catòlica espanyola també va donar suport al cop. El cardenal de Tarragona, Vidal i Barraquer va lloar el «noble esforç» del «eautoexigent» general Primo de Rivera. La Confederació Nacional Catòlic-Agrària li va donar la benvinguda i li va oferir el seu suport per «enfortir l'autoritat, la disciplina social i la recuperació de la moral». El diari catòlic El debate esperava que el dictador ordenés una campanya «de sanejament moral, perseguint el joc, la pornografia, l'alcoholisme i altres xacres socials». I un periòdic catòlic de Còrdova va arribar a augurar que si Primo de Rivera fracassava, s'obriria el camí al «torrent desbordat del bolxevisme». El partit catòlic recentment creat, el Partit Social Popular, amb la notable excepció d'Ángel Ossorio i Gallardo, va acollir amb entusiasme al qual va qualificar nou «moviment nacional», així com els mauristes que van considerar la Dictadura, «qualsevol que siguin les anomalies del seu origen», com l'inici del «ressorgir d'Espanya". Fins i tot els carlistes li van donar el seu suport, perquè com va manifestar el pretendent Jaume de Borbó, representava «un acostament a les nostres doctrines» i «l'expressió de l'esperit netament tradicionalista».
Quant als dos partits del torn, "van semblar alleujats per la decisió de Primo de Rivera d'anestesiar temporalment la política espanyola". "Encara que alguns d'ells [dels seus membres] estaven certament disposats a democratitzar el sistema, cap se sentia aviat encara a desafiar la indisputable posició del rei com a creador i derribador de governs. En última anàlisi, alguns polítics veien el cop d'estat erròniament, segons va resultar, a manera d'una crisi, esperant que se'ls encarregaria de resoldre-la com a cavallers i dins del marc establert de l'administració de crisi del sistema, com havien fet amb tantes altres del passat". El liberal Diario Universal va escriure:
| « | No dubtem que el moviment triomfant s'inspira en els més purs ideals patriòtics, i, solament pensant en això, cal esperar d'aquest moviment el bé d'Espanya. | » |

## El paper del rei

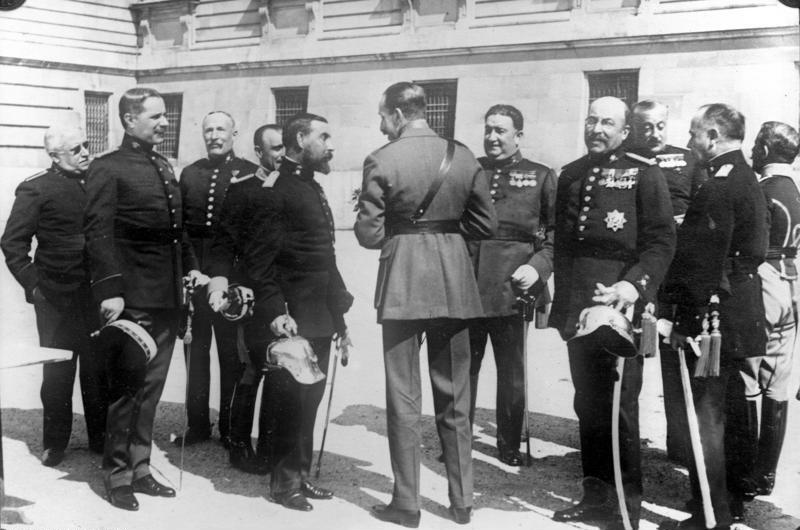
El rei Alfons XIII, al centre i d'esquena, conversa amb el general Antonio Dabán Vallejo, membre del Quadrilàter. A la dreta mirant a càmera i amb un casc a la mà, el general Francisco Gómez-Jordana Sousa, membre del Directori militar, en representació de la IV Regió Militar. Al centre en segon pla, el general Federico Berenguer Fusté, membre del Quadrilàter i germà del general Dámaso Berenguer, inculpat en l'expedient Picasso. El general Primo de Rivera apareix a la dreta en segon pla conversant amb el general José Cavalcanti de Alburquerque, fundador del Quadrilàter. A l'esquerra, observant la conversa que mantenen el rei i el general Dabán, el general Leopoldo Saro Marín, membre del Quadrilàter

Segons l'historiador Shlomo Ben Ami, "Alfons XIII havia mostrat des de feia anys tendències absolutistes, un fort desig de governar sense el parlament, una rígida etiqueta cortesana no democràtica, i manifestava una malaltissa admiració per l'exèrcit, en l'ascens dels oficials del qual ell era el principal àrbitre. […] el seu desgrat per la pràctica del sistema parlamentari va augmentar després del desastre militar de 1921".
Així ho va manifestar el 23 de maig de 1921 en un discurs pronunciat a Còrdova, en el qual després d'afirmar que "el parlament no compleix amb el seu deure", ja que considerava que els seus debats bloquejaven els projectes, per finalitats polítiques, i afirmava:
| « | Jo crec que les províncies han de començar una labor de suport al seu rei i als projectes que siguin beneficiosos, i llavors el Parlament s'acordarà que és el mandatari del poble: dins i fora de la Constitució hauria d'imposar-se i sacrificar-se pel bé de la Pàtria. | » |

Aquestes crítiques les va reiterar durant un menjar de germanor amb els oficials de la guarnició de Barcelona celebrada el 7 de juny de 1922 en un restaurant de la localitat de Les Planes d'Hostoles, en la qual els va dir: «recordeu sempre que no teniu més compromís que el mirament prestat a la vostra Pàtria i al vostre Rei». Un any més tard en un discurs pronunciat a Salamanca va aprovar la possibilitat de l'establiment d'una dictadura provisional la comesa de la qual seria «deixar pas franc als Governs que respectessin la voluntat popular». Alfons XIII va desistir de la seva obstinació després de consultar amb diversos polítics, entre ells Antoni Maura, i "va deixar el camí lliure als conspiradors militars". La seva opció per una solució extraparlamentària va créixer fruit de la resurrecció del parlamentarisme espanyol i no de la seva degeneració. "El debat públic sobre les responsabilitats i la propaganda antialfonsina dels socialistes... va convertir-se en una molèstia insuportable per al monarca", en opinió de Ben Ami.
Així, tot i la coincidència fonamental del rei amb els conspiradors pel que fa al judici negatiu sobre la situació política, no existeix cap prova que en fos el promotor de la conspiració contra el Govern liberal. Sí que va ser indiscret i poc prudent en les seves declaracions amb més d'una persona sobre un "possible Govern autoritari militar", descartant una dictadura personal perquè «si jo em decidia a exercir la dictadura pel meu compte, en l'acte tindria enfront de tothom», com li va dir a Gabriel Maura Gamazo, fill del líder conservador Antonio Maura.
La historiadora Genoveva García Queipo de Llano admet que "durant l'estiu de l'any 1923 el Rei va pensar en la possibilitat de nomenar un govern militar de l'Exèrcit com a corporació i que a més fos acceptat pels polítics; això seria tan sols un parèntesi per després tornar una altra vegada a la normalitat constitucional", però després cita a Primer Rivera per descartar la participació d'Alfons XIII en el cop: «el Rei va ser el primer sorprès [pel cop] i això qui millor que jo puc saber-ho?».
Alguns historiadors consideren significatiu el fet que una de les primeres decisions que va prendre el Directori militar, recentment constituït, va ser apoderar-se dels arxius de la Comissió de responsabilitats del Congrés de Diputats que estava preparant l'informe que presentaria a la Cambra el 2 d'octubre de 1923 i que tenia com a base l'expedient redactat pel general Picasso sobre les responsabilitats militars en el desastre d'Annual, i que segons havia denunciat el diputat socialista Indalecio Prieto en un discurs molt comentat pronunciat el 17 d'abril de 1923, implicava al rei.
Segons Eduardo González Calleja,
| « | El rei va tenir, de totes maneres, una clara responsabilitat personal en la deterioració de la situació política. Després d'haver-se interposat com obstacle tradicional en les diverses temptatives de democratització del sistema mitjançant l'ús abusiu de la prerrogativa règia i l'alè del militarisme en detriment del poder civil, Alfons va instrumentalitzar l'amenaça castrense que se cernía sobre el règim parlamentari per a potències el seu propi paper, passant d'àrbitre a actor fonamental del joc polític. | » |

Segons Shlomo Ben Ami,
| « | Alfons XIII va sancionar amb la seva autoritat la victòria de la força. […] En adherir-se a la rebel·lió contra la legalitat constitucional, el rei va ajudar a crear el mite que era "responsable" de la dictadura. En tot cas és difícilment imaginable que l'exèrcit s'hagués sotmès a una rebel·lió que no hagués estat sancionada pel monarca, suprem cap de les forces armades i personificació de la nació. Un cop contra la voluntat del rei hagués estat "completament impossible". Els defensors del sobirà al·legaven que s'havia sacrificat per evitar una perillosa divisió de l'exèrcit en dues faccions antagonistas, divisió, que, temia conduiria a una guerra civil. Alfons s'adonava que havia violat la constitució, però va preguntar retòricament a un periodista francès de Le Temps: Qués és millor, mantenir viva la constitució o deixar que la nació mori?. Qualsevol que fos la veritat, el mite va prevaler. El destí del rei i del seu tron quedaven inextricablemente lligats, des de llavors, amb el de la dictadura. | » |

Segons Javier Tusell,
| « | El que va succeir va suposar un canvi decisiu en la política espanyola. […] El cop d'estat es va prometre poc durador i va aconseguir un suport generalitzat, però les seves conseqüències a mitjà termini van resultar molt greus. El Rei es va apressar a explicar als ambaixadors francès i britànic que no havia tingut a veure amb el fet. Però va violar la Constitució vigent al no convocar al Parlament i això li va costar el tron. | » |

Segons Santos Juliá,
| « | El cop de Primo de Rivera va tancar tota possibilitat de trobar dins la monarquia constitucional la solució al problema constituent que els diferents moviments, obrer, republicà, reformista, catalanista, militar, i figures molt representatives de les elites intel·lectuals, havien situat en primer pla del debat i de l'acció política des de la crisi de 1917. | » |